# Первомайська сільська рада (Кіровський район)
Первома́йська сільська́ ра́да — адміністративно-територіальна одиниця та орган місцевого самоврядування в Кіровському районі Автономної Республіки Крим. Адміністративний центр — село Первомайське.

## Загальні відомості
- Населення ради: 6 132 особи (станом на 2001 рік)

## Населені пункти
Сільській раді підпорядковані населені пункти:
- с. Первомайське
- с. Відважне
- с. Жемчужина Криму
- с. Ізобільне
- с. Ізюмівка
- с. Ключове
- с. Садове

## Склад ради
Рада складається з 34 депутатів та голови.
- Голова ради: Мустафаєв Аділ Зекійович

### Керівний склад попередніх скликань
| Прізвище, ім'я, по батькові | Основні відомості                                                 | Дата обрання | Дата звільнення |
| --------------------------- | ----------------------------------------------------------------- | ------------ | --------------- |
| Дьомін Павло Олексійович    | Сільський голова, 1953 року народження, член Партії «Союз»        | 26.03.2006   | 31.10.2010      |
| Мустафаєв Аділ Зекійович    | Сільський голова, 1965 року народження, освіта вища, безпартійний | 31.10.2010   |                 |

Примітка: таблиця складена за даними сайту Верховної Ради України

### Депутати
За результатами місцевих виборів 2010 року депутатами ради стали:

#### За суб'єктами висування
| Суб'єкт висування           | Кількість обраних депутатів | %    |
| --------------------------- | --------------------------- | ---- |
| Партія регіонів             | 20                          | 58,8 |
| Самовисування               | 11                          | 32,4 |
| Комуністична партія України | 3                           | 8,8  |

#### За округами
| № округу                    | Прізвище, ім'я, по батькові     | Дата визнання обраним | Освіта             | Партійна приналежність            | Відомості про обраного депутата                       |
| --------------------------- | ------------------------------- | --------------------- | ------------------ | --------------------------------- | ----------------------------------------------------- |
| Комуністична партія України |                                 |                       |                    |                                   |                                                       |
| 11                          | Сморчков Борис Дмитрович        | 03.11.2010            | вища               | член Комуністичної партії України | пенсіонер                                             |
| 18                          | Кирилов Сергій Вікторович       | 03.11.2010            | середня            | член Комуністичної партії України | пенсіонер                                             |
| 29                          | Бессараб Тамара Кирилівна       | 03.11.2010            | середня            | член Комуністичної партії України | пенсіонер                                             |
| Партія регіонів             |                                 |                       |                    |                                   |                                                       |
| 2                           | Клімкіна Людмила Олександрівна  | 03.11.2010            | середня спеціальна | член Партії регіонів              | ВАТ «Старокримський», зав.складом                     |
| 4                           | Ротова Людмила Анатоліївна      | 15.11.2010            | середня спеціальна | член Партії регіонів              | Первомайський будинок культури, культорганізатор      |
| 5                           | Стаценко Світлана Іванівна      | 03.11.2010            | середня спеціальна | член Партії регіонів              | приватний підприємець                                 |
| 6                           | Ксензова Марина Михайлівна      | 03.11.2010            | вища               | член Партії регіонів              | Первомайська загальноосвітня школа, вчитель           |
| 7                           | Лєгунцов Євгеній Віталійович    | 03.11.2010            | вища               | член Партії регіонів              | ВОХР СПК-4 м. Феодосія, ст. Айвазовська               |
| 8                           | Ігнатьєв Григорій Іванович      | 03.11.2010            | вища               | член Партії регіонів              | приватний підприємець                                 |
| 10                          | Юхименко Ірина Іванівна         | 03.11.2010            | вища               | член Партії регіонів              | дошкільний навчальний заклад № 7 «Ягідка», вихователь |
| 12                          | Таран Галина Миколаївна         | 03.11.2010            | вища               | член Партії регіонів              | Первомайська загальноосвітня школа, вчитель           |
| 13                          | Дерябкіна Валентина Василівна   | 03.11.2010            | середня спеціальна | член Партії регіонів              | пенсіонер                                             |
| 14                          | Шапкін Микола Борисович         | 15.11.2010            | середня            | член Партії регіонів              | тимчасово не працює                                   |
| 15                          | Тузлуков Микола Васильович      | 03.11.2010            | вища               | член Партії регіонів              | приватний підприємець                                 |
| 17                          | Шевченко Наталія Борисівна      | 03.11.2010            | середня спеціальна | член Партії регіонів              | Первомайська загальноосвітня школа, вчитель           |
| 19                          | Дерябкіна Олена Володимирівна   | 03.11.2010            | середня спеціальна | член Партії регіонів              | Первомайська сільська рада, бухгалтер                 |
| 24                          | Трегубенко Ніла Федорівна       | 03.11.2010            | середня            | позапартійна                      | тимчасово не працює                                   |
| 25                          | Зеленська Галина Василівна      | 03.11.2010            | середня спеціальна | член Партії регіонів              | тимчасово не працює                                   |
| 26                          | Сухомлинов Петро Іванович       | 03.11.2010            | середня спеціальна | член Партії регіонів              | «Крим Газ», м. Старий Крим, майстер                   |
| 27                          | Верховська Валентина Сергіївна  | 03.11.2010            | середня спеціальна | член Партії регіонів              | пенсіонер                                             |
| 30                          | Венцкус Ромас Стасісович        | 03.11.2010            | середня            | член Партії регіонів              | ПП «Ісаєв», водій автобуса                            |
| 31                          | Скоробогатих Наталія Леонідівна | 03.11.2010            | середня            | член Партії регіонів              | пошта, листоноша                                      |
| 32                          | Бессонов Юрій Михайлович        | 03.11.2010            | середня            | член Партії регіонів              | тимчасово не працює                                   |
| Самовисування               |                                 |                       |                    |                                   |                                                       |
| 1                           | Баймах Рефат Мустафайович       | 03.11.2010            | середня спеціальна | позапартійний                     | приватний підприємець                                 |
| 3                           | Трофімчук Любов Омелянівна      | 03.11.2010            | середня спеціальна | член «Партії селян»               | пенсіонер                                             |
| 9                           | Панфілов Юрій Євгенійович       | 03.11.2010            | середня спеціальна | член Партії «Союз»                | Первомайський будинок культури, худ. керівник         |
| 16                          | Бекіров Акім Джаферович         | 03.11.2010            | вища               | позапартійний                     | приватний підприємець                                 |
| 20                          | Паска Рустем Усеїнович          | 03.11.2010            | середня            | позапартійний                     | приватний підприємець                                 |
| 21                          | Калієв Якуб Мубінович           | 03.11.2010            | середня            | позапартійний                     | приватний підприємець                                 |
| 22                          | Джанбас Рустем Юсуфович         | 03.11.2010            | вища               | позапартійний                     | приватний підприємець                                 |
| 23                          | Османов Енвер Ереджепович       | 03.11.2010            | середня спеціальна | позапартійний                     | приватний підприємець                                 |
| 28                          | Мустафаєв Осман                 | 03.11.2010            | середня спеціальна | позапартійний                     | тимчасово не працює                                   |
| 33                          | Джалілов Алім Джалілович        | 03.11.2010            | вища               | позапартійний                     | студент                                               |
| 34                          | Ваджипов Ернес Зейтулайович     | 03.11.2010            | середня            | позапартійний                     | тимчасово не працює                                   |